# Gutkeled István (országbíró)

A Gutkeled nemzetség címere

Gutkeled István (? – 1280 után) országbíró a Gutkeled nemzetségből István (†1259) nádor fia.

## Élete
Testvérei Joachim szlavón bán, tárnokmester, Miklós országbíró, szlavón bán, erdélyi vajda és Pál macsói bán voltak.
1278 nyarán IV. László király Csanádon kibékült vele és kinevezte országbíróvá, amely tisztséget 1280-ig viselte.
1278. augusztus 26-án pedig az egyik magyar sereg vezére volt a dürnkruti csatában, ahol a másik magyar sereget Csák nembeli Máté (†1283-84) vezette.
1278 novemberében Miklóssal együtt kibékült a Joachim testvérük haláláért részben felelős Babonić Istvánnal és rokonaival.
Csák nembeli Máténak nádorként fontos szerepe volt a Gutkeledek és a Babonicsok közötti belháború lezárásában.